# Десивојце
Десивојце (алб. Desivojcë) је насеље у општини Косовска Каменица на Косову и Метохији. Атар насеља се налази на територији катастарске општине Десивојце површине 1.614 ha. Село Десивојце удаљено је око десет километара од Косовске Каменице у региону Новобрдске Криве Реке. Први писани помен о средњовековној „Десивојевци“ датира из 1435. године. До 1780. године село је било насељено српским становништвом. На месту Киша (Црква) откопане су зидине православне цркве поред које се још разазнаје старо српско гробље.

## Демографија
Насеље има албанску етничку већину.
Број становника на пописима:
- попис становништва 1948. године: 878
- попис становништва 1953. године: 945
- попис становништва 1961. године: 916
- попис становништва 1971. године: 991
- попис становништва 1981. године: 919
- попис становништва 1991. године: 868